# サンダウナーズ
『サンダウナーズ』（The Sundowners）は1960年のアメリカ合衆国の映画。フレッド・ジンネマン監督の作品で、出演はデボラ・カーなど。
オーストラリアを舞台に、親子三人の関係を描いた作品。第33回アカデミー賞では様々な賞にノミネートした。

## キャスト
| 役名     | 俳優                        | 日本語吹替 | 日本語吹替 |
| 役名     | 俳優                        | NHK総合版  | 東京12ch版 |
| -------- | --------------------------- | ---------- | ---------- |
| アイダ   | デボラ・カー                | 加藤道子   | 水城蘭子   |
| バディ   | ロバート・ミッチャム        | 小林清志   | 浦野光     |
| ベネカー | ピーター・ユスティノフ      | 大久保正信 | 富田耕生   |
| ファース | グリニス・ジョンズ          | 中村紀子子 |            |
| ショーン | マイケル・アンダーソン・Jr. | 森直也     |            |

- NHK版：初回放送1968年04月27日『劇映画』[1]
- テレビ東京版：初回放送1973年12月6日『木曜洋画劇場』

## スタッフ
- 監督・製作：フレッド・ジンネマン
- 原作：ジョン・クリアリー
- 脚本：イソベル・レナート
- 撮影：ジャック・ヒルデヤード
- 編集：ジャック・ハリス
- 音楽：ディミトリ・ティオムキン

## 受賞歴
| 賞                   | 年     | 部門       | 対象                 | 結果       |
| -------------------- | ------ | ---------- | -------------------- | ---------- |
| アカデミー賞         | 1961年 | 作品賞     | -                    | ノミネート |
| アカデミー賞         | 1961年 | 主演女優賞 | デボラ・カー         | ノミネート |
| アカデミー賞         | 1961年 | 助演女優賞 | グリニス・ジョンズ   | ノミネート |
| アカデミー賞         | 1961年 | 監督賞     | フレッド・ジンネマン | ノミネート |
| アカデミー賞         | 1961年 | 脚色賞     | イソベル・レナート   | ノミネート |
| NY批評家協会賞       | 1960年 | 主演女優賞 | デボラ・カー         | 受賞       |
| ゴールデングローブ賞 | 1960年 | 優秀賞     | -                    | 受賞       |